# محرر الصور
محرر الصور ( بالإنجليزية : Photo Editor ) تطبيق من سامسونج لتحرير الصور متوفر لأجهزة الجالاكسي فقط يدعم لغات كثيرة( منها : العربية و الفارسية و الإنجليزية و الفرنسية ) التطبيق كان متواجد بشكل رسمي على أجهزة الجالاكسي حتى صدور جالاكسي إس 3 , التطبيق يتم تحميله من متجر تطبيقات سامسونج و التطبيق يعتبر بسيط الاستخدام و مميزاته جميله

## بعض المميزات
يمكنك هذا التطبيق من :
- الرسم على الصور
- إضافة صورة على صورة
- إضافة طوابع
- وضع تأثيرات على الصور
- تغيير جميع ألوان الصورة بنقرة اصبع واحده
- وضع إطارات على الصورة
- قص الصور
- تدوير الصور

## رابط التحميل
محرر الصور